# A Fabulosa Gilly Hopkins
The Great Gilly Hopkins (bra/prt: A Fabulosa Gilly Hopkins) é um filme de comédia dramática estadunidense de 2015 dirigido por Stephen Herek e escrito por David L. Paterson. É baseado no livro infantil de Katherine Paterson de 1978 com o mesmo nome. O filme é estrelado por Sophie Nélisse, Kathy Bates, Julia Stiles, Bill Cobbs, Billy Magnussen, Octavia Spencer e Glenn Close. O filme foi lançado em 7 de outubro de 2016, pela Lionsgate Premiere.

## Sinopse
Gilly Hopkins é a garota de doze anos de idade mais malvada da cidade: ela tem uma mãe biológica que nunca viu e mudou-se de um lar adotivo para outro. Ao saber que será enviada para um novo lar, ela não perde tempo criando problemas. Então ela conhece uma mulher chamada Trotter, que quer ser a mãe de que Gilly precisa. Com Gilly sendo um desafio, Trotter deve provar que um bom relacionamento irá beneficiar os dois.

## Elenco
- Sophie Nélisse como Galadriel ”Gilly” Hopkins[6]
- Kathy Bates como Maime Trotter[6]
- Julia Stiles como Courtney Rutherford Hopkins[7]
- Zachary Hernandez como W.E. (William Ernest)
- Bill Cobbs como Sr. Randolph[7]
- Billy Magnussen como	Ellis[8]
- Octavia Spencer como Miss Harris[6]
- Glenn Close como Nonnie Hopkins[6]
- Clare Foley como Agnes
- Sammy Pignalosa como Rajeem
- Toby Turner como Agente de Ingressos
- Frank Oz como Cookie Monster (voz)

## Produção
Em 8 de fevereiro de 2013, foi anunciado que Stephen Herek dirigiria uma adaptação de The Great Gilly Hopkins, com Kathy Bates e Danny Glover definidos para estrelar o filme. Em 6 de fevereiro de 2014, Sophie Nélisse, Glenn Close e Octavia Spencer se juntaram ao elenco do filme. Em 9 de maio de 2014, Julia Stiles e Bill Cobbs se juntaram ao elenco do filme. Cobbs substituiu Glover, que desistiu devido a conflitos de agendamento. A filmagem principal começou em 9 de abril de 2014 e terminou em 15 de junho de 2014.

## Lançamento
O filme estreou em 6 de outubro de 2015, no Festival Internacional de Cinema SCHLINGEL. A Lionsgate Premiere adquiriu os direitos de distribuição e preparou o filme para um lançamento em 7 de outubro de 2016.